# 瓦罕走廊
瓦罕走廊（達利語: دالان واخان，羅馬化：wāxān dahléz；烏爾都語: واخان راہداری ，羅馬化：dâlân vâxân；塔吉克語: Далан ваҳан；瓦罕語: В̌аҳан дахлез；色勒库尔语:  В̌аҳан дахлез；舒格南语: В̌аҳан дахлез）又称阿富汗走廊、瓦罕帕米尔、阿富汗帕米尔，是阿富汗巴达赫尚省至中国新疆维吾尔自治区境内呈东西向的狭长地带，位于帕米尔高原南端和兴都库什山脉北段之间的一个山谷。历史上是古丝绸之路的一部分，也是华夏文明与印度文明交流的重要通道。是帕米尔高原的八帕之一。

## 地理概况

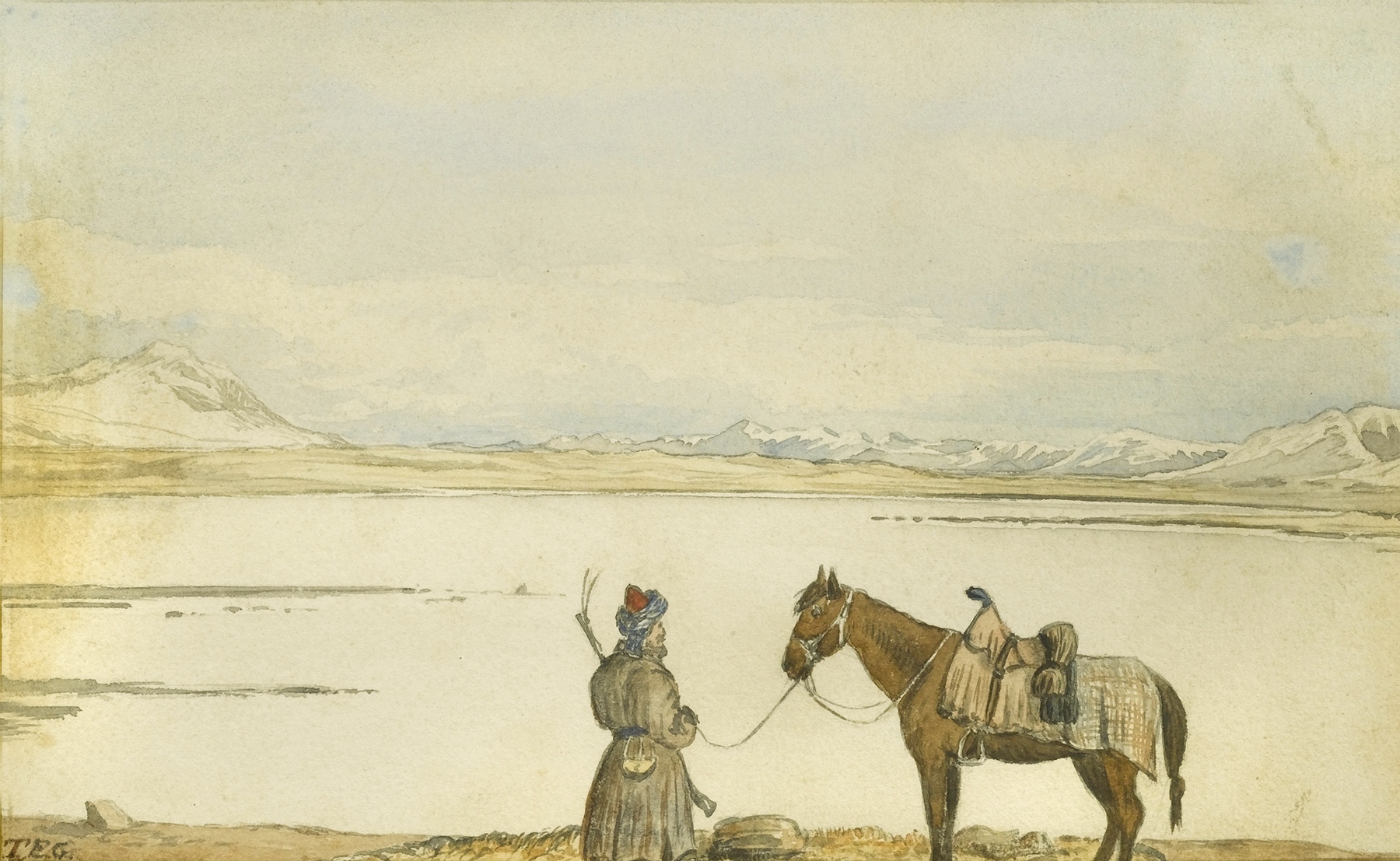
萨雷库里湖，大帕米尔。1874年5月2日

### 位置
瓦罕走廊北依帕米尔高原南缘与塔吉克斯坦相邻，南傍兴都库什山脉东段与巴基斯坦及巴控克什米尔相接，西起阿姆河上游的喷赤河及其支流帕米尔河，东接中国新疆维吾尔自治区塔什库尔干塔吉克自治县。

### 长宽
瓦罕走廊长约400公里，东西走向，其中在中国境内长约100公里，南北宽约3至5公里，最窄处不足1公里；其余300公里在阿富汗境内，最宽处约75公里。中阿两国在狭长的瓦罕走廊东端相毗邻，边界线只有92.45公里。
瓦根基河发源于瓦根基达坂的西部，是瓦罕河的河源，往西流经走廊在布扎依贡巴德(Baza'i Gonbad), 汇合源出卡克马同提尼湖西侧的布扎依达里亚河(Boza'i Darya，也称小帕米尔河) ，称瓦罕河。
瓦罕河在Sarhadd出峡谷，然后在37°01′0″N 72°40′30″E / 37.01667°N 72.67500°E与发源于佐库里湖的帕米尔河河汇合，西流至Qala Panja后，称喷赤河。
喷赤河西流经Langar然后在Ishkashim流出瓦罕走廊改往北流，在经过塔吉克斯坦山地巴达赫尚自治州首府霍罗格汇合其支流贡特河，在Rushon附近汇合其主要支流巴尔坦格河。然后它转向西南，再曲折西流，汇合瓦赫什河后，称阿姆河。

### 地形
瓦罕走廊平均海拔4000米以上，其东、南两面地势较高，西、北部地势较低。

### 气候
瓦罕走廊属于高寒山区，每年除6、7、8三个月外，均为大雪封山期。中阿接壤的边境地区基本上是人迹罕至的荒漠高原，地势复杂，气候恶劣，不适宜人类生存。该地区是濒危动物雪豹、马可波罗盤羊的主要栖息地之一。

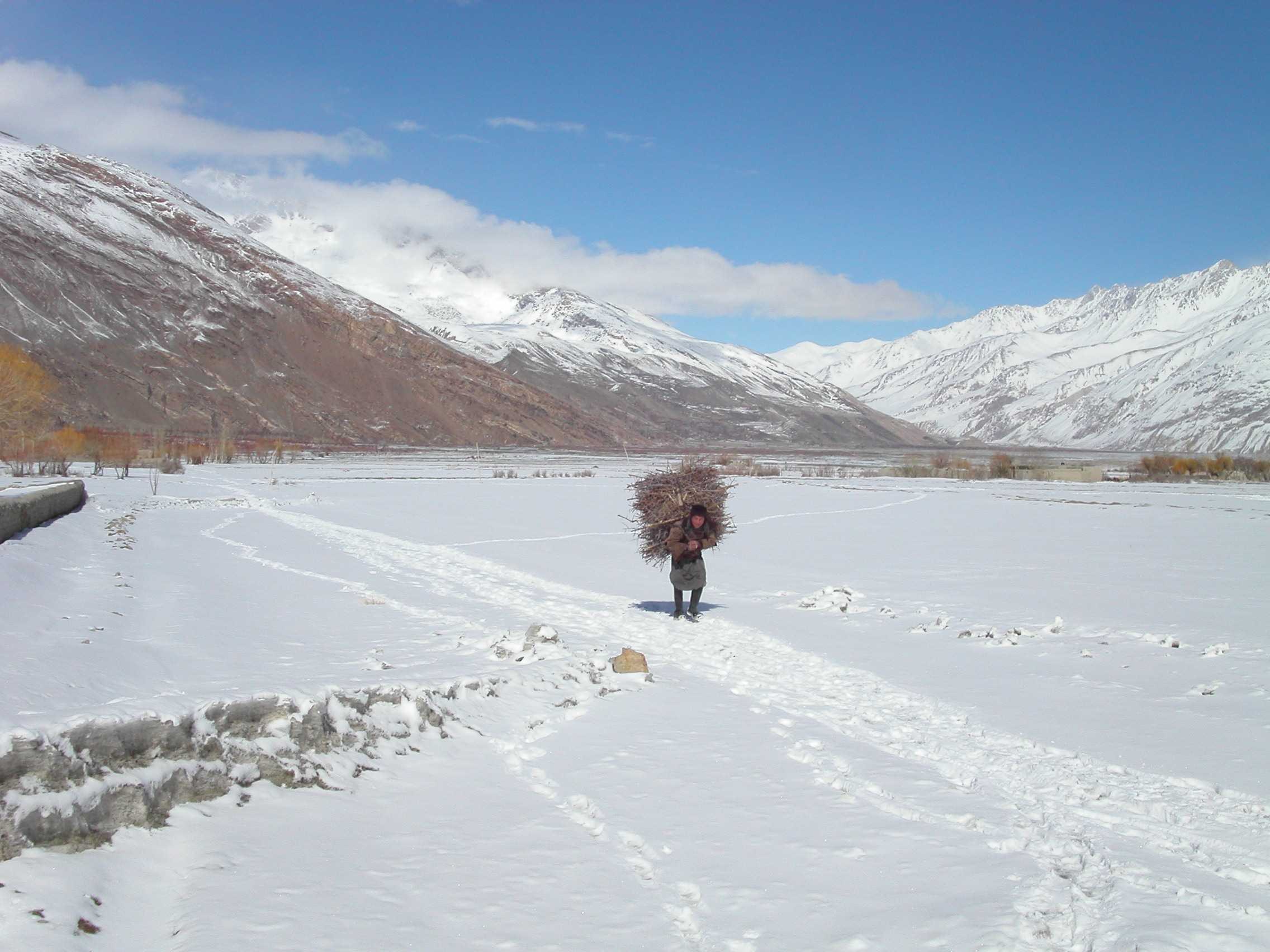
大雪封山期的瓦罕走廊

## 歷史
瓦罕走廊历史上曾是古丝绸之路的一部分，是华夏文明与印度文明交流的重要通道。
399年，东晋僧人法显从长安沿古丝绸之路西行求佛，归来后著有《佛国记》。法显在书中描述经过葱岭的路程是“上无飞鸟，下无走兽，四顾茫茫，莫测所之，唯视日以准东西，人骨以标行路”。
627年，唐朝高僧玄奘启程赴天竺那烂陀寺，途中经过瓦罕走廊，并于公元645年返回长安，将其所见所闻写成《大唐西域记》。
747年，唐朝大将高仙芝率轻骑通过瓦罕走廊灭小勃律国，重新打通丝绸之路。
19世纪末，由于沙俄的扩张，中俄两国曾在包括瓦罕走廊在内的整个帕米尔高原发生争端。同时，俄、英两大帝国由于在中亚地区争夺势力范围，也不断在阿富汗地区发生冲突。为避免进一步的冲突，1895年3月11日，英俄签订了《关于帕米尔地区势力范围的协议》，划定两国在帕米尔的势力分界线，将兴都库什山北麓与帕米尔南缘之间的狭长地带划作两国间的隔离带，这条缓冲地带就是瓦罕走廊。
1963年11月22日，时任中国外交部长陈毅和阿富汗内务大臣阿布杜·卡尤姆在北京签订了《中华人民共和国和阿富汗王国边界条约》，对包括瓦罕走廊在内的边界进行了划分。依照该协议，两国边界线南起海拔5,630米的雪峰，北至海拔5,698米的克克拉去考勒峰（阿方称波万洛什维科夫斯基峰）。此边界线是全世界时差最悬殊的陆地边境（阿富汗和中国相差3个半时区），也是全世界海拔最高的陆地边境之一。 中華民國政府主張新疆帕米爾高原與阿富汗國界尚未劃定，仍然是未定國界。
20世纪90年代中期至2021年7月期间，虽然阿富汗塔利班控制着該國90％以上的国土，但瓦罕走廊一直由北方联盟及後繼的阿富汗伊斯蘭共和國政府控制，远离战火，因此不存在难民问题，而中國及美國等國家因此得以避免軍事介入。

## 人口和经济
瓦罕走廊在2010年共有居民约12,000人，西部地区主要居民为吉尔吉斯人，东部地区主要居民为塔吉克人，大都信奉伊斯兰教什叶派，属于游牧部落，居民多用瓦罕语。 瓦罕走廊大部分地区都是干旱缺水的沙漠，仅有极少量的耕地，居民基本靠天吃饭。瓦罕走廊南部的山麓地带零星分布着一些高山牧场，雨季时易遭山洪袭击。整个瓦罕走廊是阿富汗最为贫瘠的地区，居民面临着贫困、缺乏粮食、医疗和教育以及毒品、恐怖主义等一系列问题。

## 相关报道
2009年，媒体称美国政府一直在和中国政府进行交涉，希望中国派兵支援阿富汗战争，并开放与阿富汗接壤的边境地区，便于美国和北约从瓦罕走廊开辟一条新的补给线，为驻阿美军和北约军队提供后勤服务。阿富汗政府也希望瓦罕走廊能够重新成为中阿两国之间的贸易通道。中国方面已拒绝做出任何军事承诺帮助驻阿美军和北约部队。

## 参閲
- 瓦赫吉尔山口（瓦根基达坂）

## 外部連結
- A Short Walk in the Wakhan Corridor （页面存档备份，存于） （英文）